# عيسى الكندري
عيسى أحمد الكندري (مواليد 10 فبراير 1963)؛ سياسي كويتي ، نائب رئيس مجلس الوزراء وزير الدولة لشؤون مجلس الوزراء وزير الدولة لشؤون مجلس الأمة السابق خلال الفترة 18 يونيو 2023 حتى 17 يناير 2024 وعضو مجلس الأمة السابق خلال الفترة 15 ديسمبر 2020 حتى 15 فبراير 2024. 

## حياته العلمية
حاصل على دبلوم المعهد التجاري تخصص بنوك وعمل في مؤسسة الخطوط الجوية الكويتية. عضو «جمعية الصحافيين الكويتية» و«جمعية الصحافيين العرب» وعضو «جمعية حقوق الإنسان» وعضو مجلس إدارة غرفة تجارة وصناعة الكويت.

## حياته النيابية والسياسية
ترشح لانتخابات مجلس الأمة 2013 عن الدائرة الأولى وفاز في الانتخابات بعد حصوله على المركز الرابع ب3326 صوتاً.
وفي 4 أغسطس 2013 صدر مرسوماً بتشكيل الحكومة حيث عُين وزيراً للمواصلات.
وفي 6 يناير 2014 صدر مرسوماً بتعديل وزاري حيث عُين وزيراً للدولة لشؤون للبلدية بالأضافة إلى منصب وزير المواصلات.
وشغل منصب وزير المواصلات ووزير الدولة لشؤون البلدية حتى 17 أكتوبر 2016 حيث أستقال من المنصب نظراً لترشحه لانتخابات مجلس الأمة 2016.
وترشح لانتخابات مجلس الأمة 2016 عن الدائرة الأولى وفاز في الانتخابات بعد حصوله على المركز الثاني ب4077 صوتاً، وفي 11 ديسمبر 2016 انتخب نائباً لرئيس مجلس الأمة للفصل التشريعي الخامس عشر بعد حصوله على 32 صوت مقابل 31 صوت للدكتور جمعان الحربش وذالك خلال الجلسة الأولى للمجلس وشغل المنصب حتى نهاية مدة المجلس في 11 ديسمبر 2020.
وترشح لانتخابات مجلس الأمة 2020 عن الدائرة الأولى وفاز في الانتخابات بعد حصوله على المركز الخامس ب3398 صوتاً.
وفي 14 ديسمبر 2020 عُين وزيراً للشؤون الاجتماعية وشغل المنصب حتى 2 مارس 2021. وكما عُين في 14 ديسمبر 2020 وزيراً للأوقاف والشؤون الإسلاميّة وشغل المنصب حتى 1 أغسطس 2022.
وفي 1 أغسطس 2022 عُين وزيراً للدولة لشؤون الإسكان والتطوير العمراني ووزيراً للدولة لشؤون مجلس الأمة وشغل المنصب حتى 29 أغسطس 2022 حيث أستقال من المنصب نظراً لترشحه لانتخابات مجلس الأمة 2022.
وترشح لانتخابات مجلس الأمة 2022 التي تم بطلانها من قبل المحكمة الدستورية عن الدائرة الأولى وفاز في الانتخابات بعد حصوله على المركز الخامس ب3,683 صوتاً.
وترشح لانتخابات مجلس الأمة 2023 عن الدائرة الأولى وفاز في الانتخابات بعد حصوله على المركز السابع ب3,185 صوتاً.
وفي 18 يونيو 2023 صدر مرسوماً بتشكيل الحكومة حيث عُين نائباً لرئيس مجلس الوزراء ووزيراً للدولة لشؤون مجلس الوزراء ووزيراً للدولة لشؤون مجلس الأمة وشغل المنصب حتى 17 يناير 2024
وترشح لانتخابات مجلس الأمة 2024 عن الدائرة الأولى وفاز في الانتخابات بعد حصوله على المركز الخامس برصيد 3,678 صوتاً. 

## أبرز مواقفه في مجلس الأمة
| استجواب الوزيرة هند الصبيح (يناير 2018)                  | ضد الاستجواب |
| استجواب الوزير بخيت الرشيدي (2018)                       | ضد الاستجواب |
| استجواب الوزيرة هند الصبيح (مايو 2018)                   | ضد الاستجواب |
| استجواب الوزير خالد الروضان (2019)                       | ضد الاستجواب |
| استجواب الوزير محمد الجبري (2019)                        | ضد الاستجواب |
| استجواب الوزير نايف الحجرف (2019)                        | ضد الاستجواب |
| استجواب الوزير براك الشيتان (2020)                       | ضد الاستجواب |
| استجواب الوزير أنس الصالح (أغسطس 2020)                   | ضد الاستجواب |
| استجواب الوزير سعود هلال الحربي (أغسطس 2020)             | ضد الاستجواب |
| استجواب الوزير سعود هلال الحربي (سبتمبر 2020)            | ضد الاستجواب |
| استجواب الوزير أنس الصالح (سبتمبر 2020)                  | ضد الاستجواب |
| تصويت فتح باب ما يستجد من أعمال (تعديل النظام الانتخابي) | موافق        |